# Coporaque (Cusco)
Coporaque es una localidad peruana capital del distrito homónimo en la provincia de Espinar en el departamento del Cuzco. Se encuentra a 3946 m.s.n.m. Tenía una población de 218 habitantes en 1993.

## Clima
| Parámetros climáticos promedio de Coporaque | Parámetros climáticos promedio de Coporaque | Parámetros climáticos promedio de Coporaque | Parámetros climáticos promedio de Coporaque | Parámetros climáticos promedio de Coporaque | Parámetros climáticos promedio de Coporaque | Parámetros climáticos promedio de Coporaque | Parámetros climáticos promedio de Coporaque | Parámetros climáticos promedio de Coporaque | Parámetros climáticos promedio de Coporaque | Parámetros climáticos promedio de Coporaque | Parámetros climáticos promedio de Coporaque | Parámetros climáticos promedio de Coporaque | Parámetros climáticos promedio de Coporaque |
| Mes                                         | Ene.                                        | Feb.                                        | Mar.                                        | Abr.                                        | May.                                        | Jun.                                        | Jul.                                        | Ago.                                        | Sep.                                        | Oct.                                        | Nov.                                        | Dic.                                        | Anual                                       |
| ------------------------------------------- | ------------------------------------------- | ------------------------------------------- | ------------------------------------------- | ------------------------------------------- | ------------------------------------------- | ------------------------------------------- | ------------------------------------------- | ------------------------------------------- | ------------------------------------------- | ------------------------------------------- | ------------------------------------------- | ------------------------------------------- | ------------------------------------------- |
| Temp. media (°C)                            | 9                                           | 9.2                                         | 8.7                                         | 7.9                                         | 6.1                                         | 4.2                                         | 3.5                                         | 4.5                                         | 6.9                                         | 8.1                                         | 8.4                                         | 9                                           | 7.1                                         |
| Temp. mín. media (°C)                       | 1.7                                         | 2.3                                         | 1.9                                         | -0.4                                        | -4                                          | -7.3                                        | -8.3                                        | -7.5                                        | -3.2                                        | -2.4                                        | -1.5                                        | 1.3                                         | -2.3                                        |
| Fuente: climate-data.org                    |                                             |                                             |                                             |                                             |                                             |                                             |                                             |                                             |                                             |                                             |                                             |                                             |                                             |